# KFTV-DT
KFTV-DT es una estación de televisión de alta potencia con licencia en Hanford, California, sirviendo el área de Fresno, cuyo afiliado, propietario y operador es Univision. KFTV transmite programación de entretenimiento en español a nivel local en el canal digital 20.

## Historia
En 1962, el canal 21 de Fresno fue la sede de una estación independiente de habla anglófona llamada KDAS-TV. La estación sobrevivió durante dos años antes de salir del aire en 1964. En 1965, el canal 21 regresó brevemente al aire como otra estación independiente de corta vida: KSJV-TV. Después de que ésta dejara de transmitir, el canal 21 no volvería al aire hasta 1972, después de que Univision adquiriese un permiso de construcción y comenzase a emitir como KFTV.
Comparte sus estudios en Fresno (California) con la estación hermana llamada KTFF, la cual sirve al valle central de California con su señal de alta potencia y varias estaciones repetidoras de baja potencia.
KFTV Noticias 21 ha ganado dos premios Edward R. Murrow de RTNDA por mejor noticiero en 2001 y 2007, y en mayo de 2009 KFTV Noticias 21 ganó un premio EMMY por mejor noticiero.
A finales de diciembre de 2010, KFTV se convirtió en la primera estación de televisión en español de Fresno en transmitir noticias locales en alta definición.